# ليون تير ويلين
ليون تير ويلين (بالهولندية: Leon ter Wielen)‏ من مواليد (31 أغسطس عام 1988 برالته في هولندا ) هو لاعب كرة قدم هولندي في مركز حراسة المرمى. لعب مع بي إي سي زفوله ونادي غرونينغن وAchilles '29 ‏ ونادي فيندام.